# 마이클 오크숏

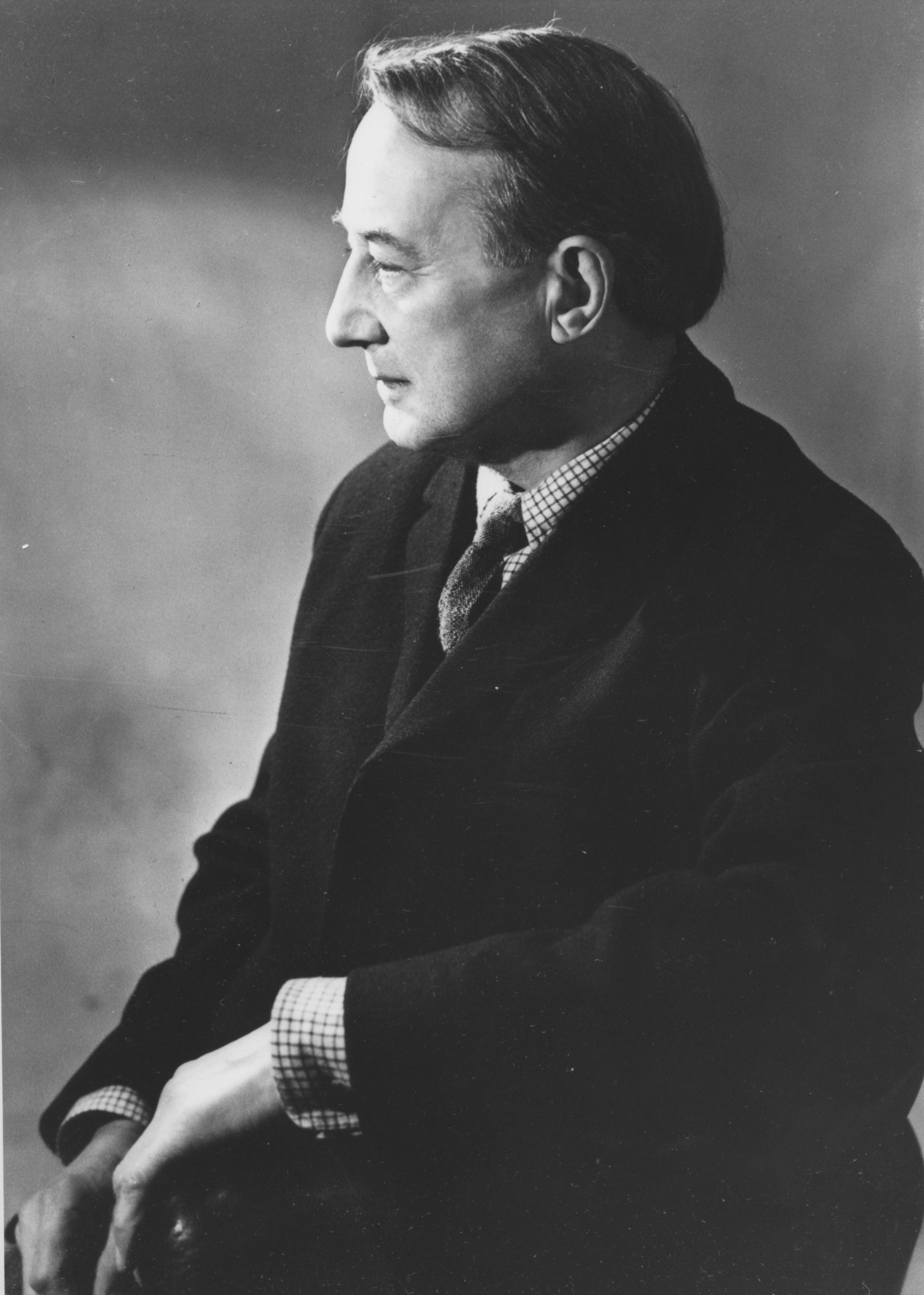
마이클 오크숏

마이클 조지프 오크숏(영어: Michael Joseph Oakeshott, 영어 발음: /ˈoʊkʃɒt/, 1901년 12월 11일 ~ 1990년 12월 19일)은 영국의 철학자이다. 그는 게오르크 빌헬름 프리드리히 헤겔과 프랜시스 허버트 브래들리의 관념론에 영향을 많이 받은 것으로 알려져 있다. 그는 정치철학, 역사철학, 종교철학, 미학 등의 분야에 기여하였다.

## 사상
오크숏의 《경험과 그 양상들》(Experience and Its Modes) (1933)은 헤겔 및 브래들리에게서 영향을 받은 것이다. 오크숏에게 관념과 현실(실재성)은 별개의 것이 아니다. 철학은 경험 전체 또는 세계에 대한 무조건적이고 전체적이며 무제약적인 경험(인식)이다. 오크숏에 따르면 모든 경험(인식)은 완전히 정합적인 경험세계를 성취하려는 지향성을 갖는다. 지향성이 정지되는 시점에서 별도의 관념세계들, 경험의 양상(modes of experience)이 나온다. 또한 오크숏은 근대의 합리주의에 대해 비판을 하였다. 그에 따르면, 합리주의 정치는 부분적인 지식(기술적 지식)을 지식의 전체로 오인하며, 이데올로기의 추상성과 모순성을 인식하지 못하고 있다.